# Choctaw megye (Alabama)
Choctaw megye az Amerikai Egyesült Államokban, azon belül Alabama államban található. Megyeszékhelye és legnagyobb városa Butler, Choctaw megye Alabama délnyugati részén helyezkedik el. Régen papir- és köolaj iparáror volt híres Gilbertown közelében található a Choctaw National Wildlife Refuge a ami számos állatfajnak nyújt védelmet, és a vándormadarak fontos pihenőhelye. A megyét egy választott négytagú bizottság irányítja.
Lakosainak száma 12 665 fő (2020. április 1.). Choctaw megye Sumter, Clarke, Marengo, Washington, Wayne, Clarke és Lauderdale megyékkel határos.

## Története
Choctaw megyét 1847. december 29-én alapították, azon a területen ahol korábban a Choctaw nemzethez tartozó indián törzsek éltek. Az állam délnyugati részén található megye a choctaw indiánokról kapta a nevét, akik közül néhányan a mai Pushmataha település közelében éltek, ezért kapta a település ezt a nevet, mert ő egy jól ismert choctaw fönök volt. Az 1890-es években Choctaw megyében egy esemény játszódott le ami később a Sims-háború néven került be a köztudatba, azután robbant ki, hogy Robert Sims, a konföderációs háború veteránja, akiből a háború után prédikátor lett, 100 hívőt gyűjtött maga köré, és kijelentette, hogy nem tartoznak semmilyen kormány hatálya alá, és nem akartak semmilyen adót fizetni, a kormányzat persze ezt nem nézte jó szemmel. 1891-ben a hatóság emberei úgy akarták elfogni, hogy zugfőzéssel vádolták meg, az ezt követő időszakban több haláleset is történt a hatóság és Sims emberei közötti összecsapásokban. Végül 1891 karácsonyán letartoztatták, de a börtönbe szállítása közben a tömeg meglincselte és felakasztották.

## Népesség
A 2020-as népszámlálási becslések szerint Choctaw megye lakossága 12 661 fő volt. A következő eloszlás szerint.
| Rassz            | lélekszám | százalék | rangsor az állam 67 megyéje közül |
| ---------------- | --------- | -------- | --------------------------------- |
| Teljes           | 12661 fő  | 0,25     | 59                                |
| Fehér            | 7039 fő   | 55,6     | 45                                |
| Afroamerikai     | 5217 fő   | 41,2     | 19                                |
| Több rasszú      | 240 fő    | 1,8      | 39                                |
| Spanyol          | 113 fő    | 0,9      | 65                                |
| Őslakos és egyéb | 37 fő     | 0,3      | 61                                |
| Őslakos és egyéb | 19 fő     | 0,2      | 56                                |

A megyeszékhelynek, Butlernek 2902 lakosa volt.
 A megye további lakossági központjai közé tartozik Lisman, Silas, Needham, Pennington, Toxey és Gilbertown. 
A háztartások medián jövedelme 36 634 dollár volt, szemben az állam egészére vonatkozó 52 035 dollárral, az egy főre jutó jövedelem pedig 23 292 dollár volt, szemben az állam egészének 28 934 dollárjával.
A megye népességének változása:
| Lakosok száma | 13 849 | 13 598 | 13 585 | 13 426 | 13 170 | 12 665 |
|               | 2010   | 2011   | 2012   | 2013   | 2015   | 2020   |

## Gazdaság
Choctaw megyében  1847-es megalakulása óta az erdőgazdálkodás volta  megye gazdaságának fő ágazata ezen kívül gyapotot és más növényeket is termeltek amelyeket folyón juttattak le Mobile-ba. 1912-ben a vasút is elérkezett a megyébe, így a vízi forgalomtól való függés csökkent és egészen az 1980 as évekig fontos közlekedési mód volt. 1944. január 2-án Alabama állam engedélyt adott a Hunt Oil Company-nak a Choctaw megyei Gilbertown közelében talált olaj kitermelésére. 1945-ben az alabamai Állami Olaj- és Gázipari Igazgatóság létrehozásához, valamint a kőolajipar fejlődéséhez és növekedéséhez vezetett az államban. A huszadik század közepén ruhagyárakat építettek Silasban, Toxey ban és Butler ben, a Marathon Paper Company pedig papírgyárat épített Naheola városában. Az 1990-es évekre azonban a vasutat leállították, és a ruhagyárak más országokba helyezték át tevékenységüket.

## Foglalkoztatás
A 2020-as népszámlálási becslések szerint Choctaw megyében a munkaerő a következő ipari kategóriák között oszlik meg
- Oktatási szolgáltatások, valamint egészségügyi és szociális segélyek (24,3 százalék)
- feldolgozóipar (16,7 százalék)
- kiskereskedelem (14,7 százalék)
- építőipar (8,5 százalék)
- mezőgazdaság, erdészet, halászat és vadászat, valamint kitermelő (8,4 százalék)
- Művészetek, szórakoztatás és rekreáció, valamint szállás- és vendéglátás (6,1 százalék)
- Szállítás és raktározás, valamint közüzemi szolgáltatások (4,5 százalék)
- Egyéb szolgáltatások, kivéve a közigazgatás (3,9 százalék)
- Közigazgatás (3,9 százalék)
- Szakmai, tudományos, gazdálkodási, adminisztratív és hulladékgazdálkodási szolgáltatás (3,6 százalék)
- Pénzügyi és biztosítási, ill. ingatlan, bérbeadás, lízing (3,1 százalék)
- Nagykereskedelem (2,3 százalék)
- Információ (0,8 százalék)

## Oktatás
A Choctaw megyében 8 iskola és két magániskola van. A Coastal Alabama Community Collegenek kampusza van Gilbertownban.

## Földrajz
A 2385 négyzetkilométer területű Choctaw megye az állam délnyugati részén fekszik, a Coastal Plainen. A Tombigbee folyó a megye keleti széle mentén folyik, és számos mellékfolyója, köztük a Wahalak, a Big Tallawampa és a Turkey patak folyik a megyében. Az US 84 kelet-nyugati irányban halad a megye déli részén, a 17-es állami főút pedig észak-déli irányban halad át a megye központján. A Butler-Choctaw megyei repülőtér a megye egyetlen nyilvános repülőtere.

## Események és érdekes helyek
Choctaw megye ad otthont a Choctaw Megyei Örökség Fesztiváljának, amelyet minden évben az Amerikai függetlenség napján rendeznek meg. A Gilbertown belvárosában található Choctaw Megyei Történeti Múzeumban Choctaw megye örökségéről szóló kiállítások találhatóak, valamint egy rönképület, amely az első megyei bíróság épületeként szolgált. A megyében található a Choctaw National Wildlife Refuge is, amely a Tombigbee folyó mentén található. A közel 4500 hektáros területen aligátorok, számos madárfaj, hódok, szarvasok, pulykák, mosómedve él, valamint számos veszélyeztetett fajnak, köztük a kopasz sas és az erdei gólyának ad otthon. A Tombigbee folyó t átszelő Old Naheola híd 1934-ben épült, és 2000-ig, amíg be nem zárták, egyike volt annak a két hídnak a világon, amelyeken az autók és a vonatok ugyanazt az utat használták a hídon való közlekedésre..